# Hayn (kráter)

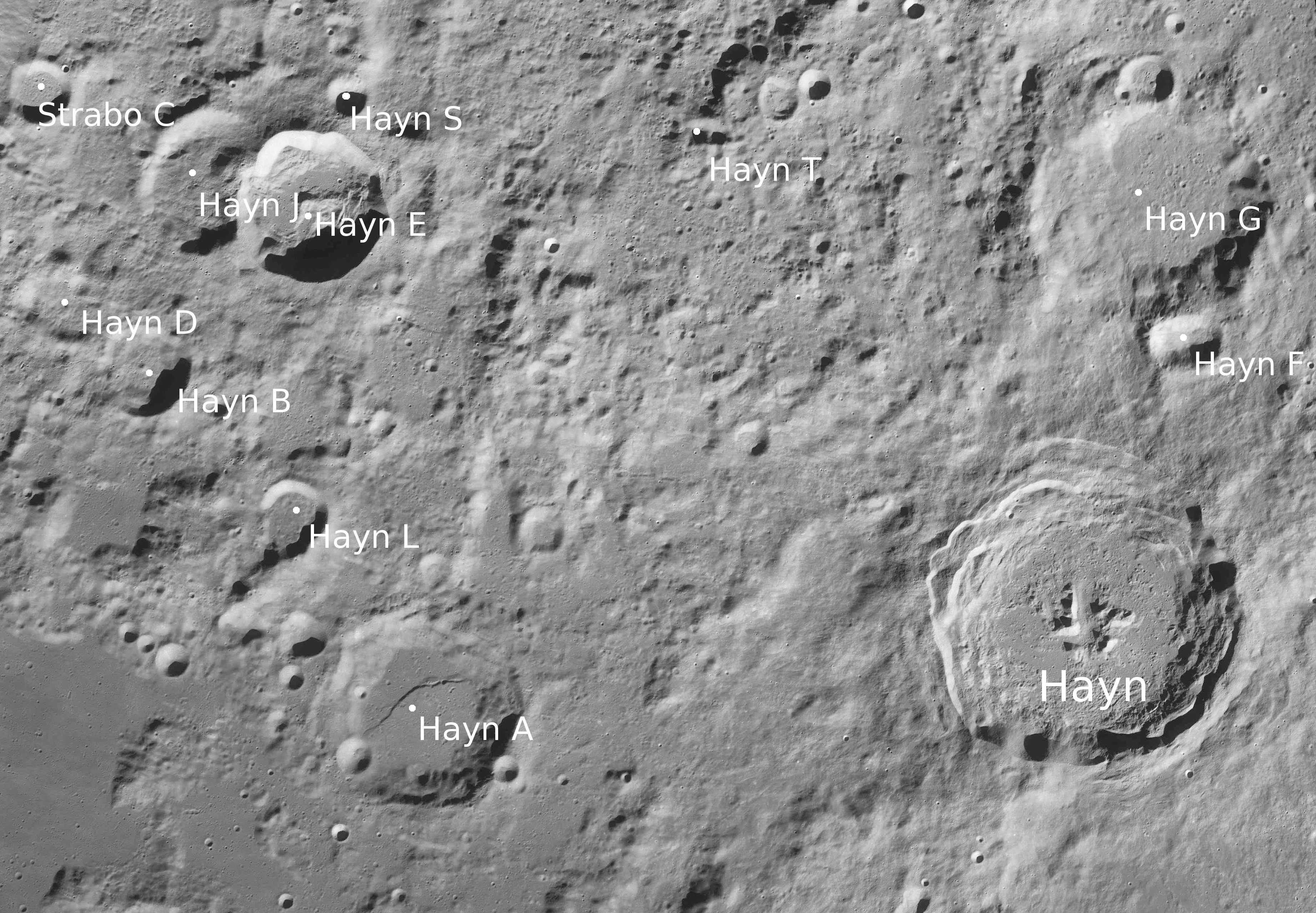
Kráter Hayn a okolí.

Hayn je impaktní kráter nacházející se v librační zóně Měsíce v blízkosti 90° poledníku východní délky. Má průměr 86 km, na jeho dně je středový vrcholek. Částečně narušuje severozápadní okrajový val rozlehlého staršího kráteru Bělkovič. Jižně leží Mare Humboldtianum (Humboldtovo moře).
Pojmenován je od roku 1964 podle německého astronoma Friedricha Karla Hayna.

## Satelitní krátery
V okolí se nachází několik dalších kráterů. Ty byly označeny podle zavedených zvyklostí jménem hlavního kráteru a velkým písmenem abecedy.
| Hayn | Sel. šířka | Sel. délka | Průměr |
| ---- | ---------- | ---------- | ------ |
| A    | 62.9° S    | 70.5° V    | 54 km  |
| B    | 65.2° S    | 64.1° V    | 25 km  |
| C    | 65.0° S    | 88.0° V    | 13 km  |
| D    | 65.5° S    | 62.0° E    | 20 km  |
| E    | 67.1° S    | 66.4° V    | 42 km  |
| F    | 68.0° S    | 84.0° V    | 59 km  |
| G    | 67.2° S    | 85.6° V    | 21 km  |
| H    | 63.4° S    | 68.5° V    | 14 km  |
| J    | 66.7° S    | 64.2° V    | 39 km  |
| L    | 64.4° S    | 68.0° V    | 27 km  |
| M    | 62.9° S    | 66.5° V    | 7 km   |
| S    | 68.0° S    | 66.1° V    | 10 km  |
| T    | 68.4° S    | 74.4° V    | 7 km   |